# 林正浩
林 正浩（はやし まさひろ、1956年3月26日 - ）は、元TBSアナウンサー。
2016年4月1日からは、TBSスパークル（旧：キャスト・プラス）所属のフリーアナウンサーとして活動している。

## 来歴・人物
東京都大田区の出身で、池上本門寺の近くで生まれたとのこと。桜美林高校時代は野球部に所属。1973年の第45回選抜高等学校野球大会には、「5番・一塁手」として出場している。
立教大学への進学後に野球部へ入部したが、肩の故障が原因で選手生活を断念。母校・桜美林高校が甲子園球場の全国大会に出場した際の取材で、NHKの関係者と知り合ったことから、放送研究会で活動しながらスポーツアナウンサーを志すようになった。
大学卒業後の1979年に、TBSにアナウンサー18期生として入社。自身と同じく、スポーツアナウンサーとして長らく活動していた中村秀昭は同期に当たる。
TBSへの入社後は、野球、ラグビー、陸上、ゴルフなどのスポーツ中継や、『JNNスポーツデスク』などのスポーツニュース番組を中心に出演。オリンピック、世界陸上、ワールド・ベースボール・クラシック決勝ラウンド、ゴルフのマスターズ・トーナメントなど、世界規模の大会の中継で実況する機会も多かった。2013年7月1日から編成局アナウンス部担当局次長も務めてきたが、スポーツアナウンサーとして採用された関係で、テレビニュースを担当した経験はほとんどなかった。
2016年の誕生日で60歳を迎えたことから、誕生日直後の3月31日に、TBSを定年で退職。退職1日前（3月30日）にTBS系（19:00 - 20:54）及びBS-TBS（20:53 - 21:15）が放送した横浜DeNA対巨人戦（横浜スタジアム）中継が、同局アナウンサーとしての最後の実況担当になった。
TBS退職後は、フリーアナウンサーとして、同局の関連会社であるTBSスパークル（旧：キャスト・プラス）に所属。TBS退職翌日の4月2日にSHOWROOMから配信されたDeNA対阪神戦（横浜）中継を皮切りに、引き続きスポーツ中継の実況などに携わる。

## 現在の出演番組
- WOWOW（ゴルフ中継）
- J SPORTS（ゴルフ中継）
- BS松竹東急（ゴルフ・NPB中継）
- DAZN（NPB・MLB・ゴルフ・テニス・ラグビー・自転車中継）
- SHOWROOM（横浜DeNAベイスターズ主催試合）
- TBSチャンネル2
- 全国高等学校野球選手権熊本大会（熊本朝日放送）（2016年 - ）
- ニコニコプロ野球チャンネル（DeNAベイスターズ主催試合）
- グリーンチャンネル（東京2020オリンピック 馬術競技中継 ～世界の馬術がやってくる～[6]）（2021年）
- グリーンチャンネル（東京2020パラリンピック 馬術競技中継 ～世界の馬術がやってくる～[7][8]）（2021年）

## TBS退職時点の出演番組

### テレビ
- 侍プロ野球他スポーツ中継（野球、ラグビー、陸上、ゴルフ、綱引き、アルペンスキー）[9][10]
  - 三井住友VISA太平洋マスターズ（2008年 - ）

## 過去の出演番組
- JNNスポーツデスク[9][10]
- TBSラジオ エキサイトベースボール（TBSを退職した2017年限りで放送を終了）
  - TBSのアナウンサー時代から、実況やベンチリポーターを担当。フリーアナウンサーへ転身した2017年のみ、「TBSラジオ　林正浩」という名義で、JRN系列局向けの裏送り中継を中心に実況を任されていた[11]。
- マンデーナイトベースボール（ラジオ）[10]
- JNNおはようニュース&スポーツ（1983年、テレビ）[9][10]
- 夜はこれから（1987年、ラジオ）[9][10]
- 第1回ワールドカップラグビー（1987年）
- ザ・ヒットパレード（1991年、ラジオ）[9][10]
- オールスター感謝祭　1994年春　赤坂5丁目ミニマラソン
- アルペンスキー世界選手権雫石大会
- 世界陸上 - 1997アテネ大会[10]より5大会連続。
- オリンピック中継 - バルセロナ・長野・シドニー・アテネ。
- メジャーリーグ中継
- 全国高校ラグビー大会（MBSアナウンサー（当時）の城野昭と隔年交代で決勝の実況を担当した）
- プロ野球マツダオールスターゲーム2009 第2戦（2009年7月25日）実況
- ワールド・ベースボール・クラシック中継（2009年・第2回大会と2013年・第3回大会）決勝ラウンドテレビ実況
- マスターズ・トーナメント（2009年 - 2015年、以降も番組公式ホームページ内でLIVE配信の実況を担当）
- イロドリヒムラ 第9話（2012年、テレビ）